# Saffronisering
Saffronisering (engelska: saffronisation eller saffronization) är en neologism för högerorienterad politik i Indien med mål att implementera en hindunationalistisk agenda i bland annat skolböcker. Kritiker har använt denna term för att beskriva en historieskrivning som de menar glorifierar hinduiska bidrag till Indiens historia där andra religioners bidrag utelämnas. Ordets etymologi kommer från saffransfärgens association med Hindutva.

## Exempel
Det hindunationalistiska partiet Bharatiya Janata Party (BJP) menar att flera indiska historieläroböcker har tydliga marxistiska eller eurocentriska politiska undertoner. Under sina perioder vid makten har partiet dock fått problem med att ändra läroböckerna då många stater där BJP inte har makten har blockerat dessa försök. Av denna anledning omstrukturerade BJP organisationer som Indian Council of Historical Research (ICHR) för att få läroböcker att överensstämma med BJP:s hindunationalistiska plattform. De förändringar som tog plats i stater där BJP hade makten inkluderade bland andra utelämnandet av historiskt våld och social exklusion relaterat till kasttillhörighet och minimering av bidrag till det indiska samhället från muslimer.
Delstatsregeringen i Karnataka beställde enligt uppgift nya läroböcker ämnade för perioden 2017–2018 i något som akademiker och kritiker beskrev som ett "uppenbart försök att saffronisera läroböcker".
Andra försök på historieskrivning som har beskrivits som saffronisering innefattar bland andra heroiska skildringar av Nathuram Godse, som mördade Mahatma Gandhi på grund av ett hindunationalistiskt motiv och andra hindutvaledare som Vinayak Damodar Savarkar och M. S. Golwalkar.